# Trithemis arteriosa
Trithemis arteriosa (Burmeister, 1839) è una libellula della famiglia Libellulidae, diffusa in Africa.